# Oglala Sioux Tribe

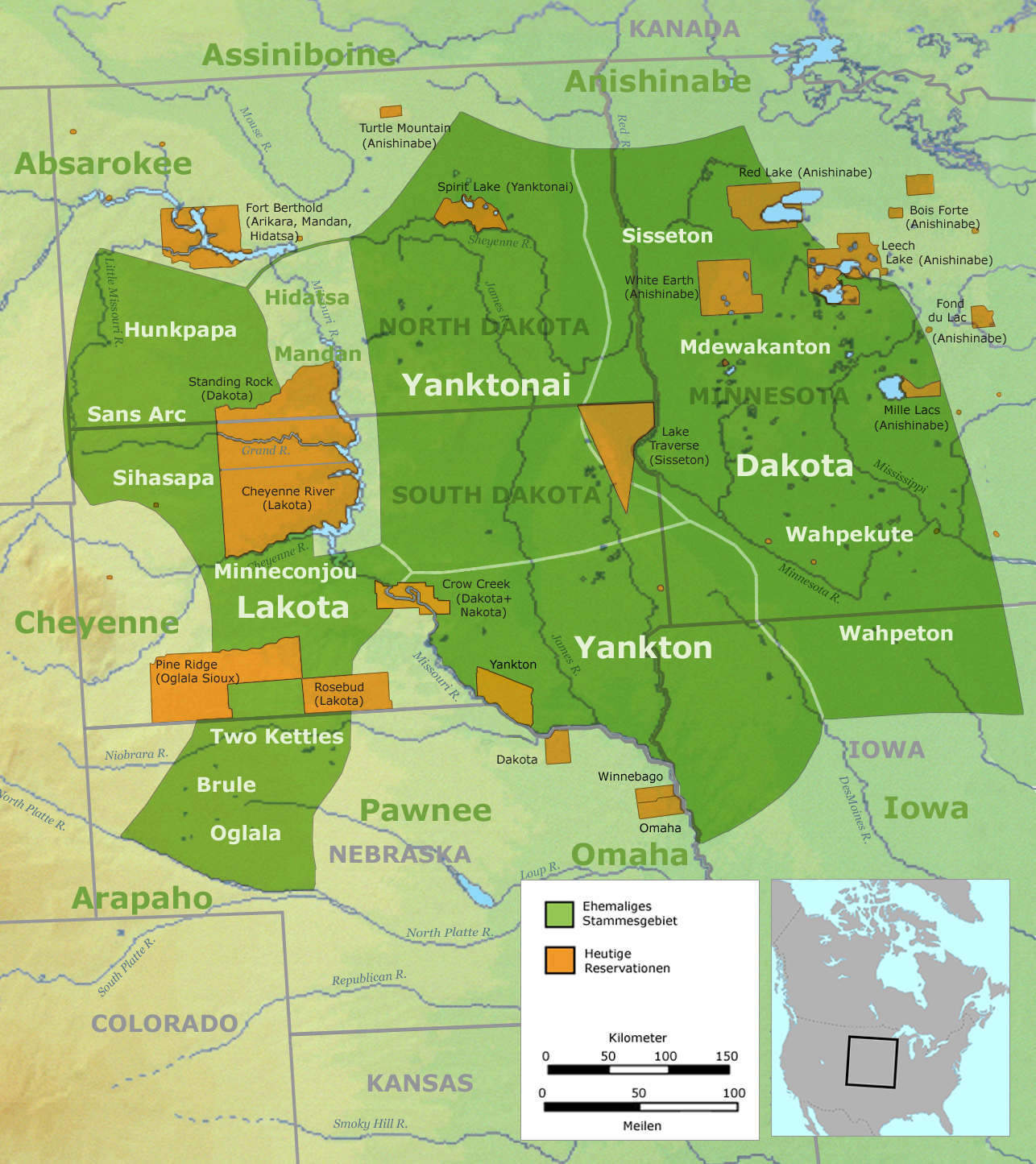
Kaart van de historische leefgebieden van de verschillende Lakota-stammen. In de 18e eeuw leefden de Oglála in het westen van Nebraska, als meest zuidelijke tak van de Lakota. Sinds 1889 zijn ze ondergebracht in het Pine Ridge Indian Reservation in het zuidwesten van South Dakota.

De Oglala Sioux Tribe (OST) of Oglala Lakota Nation is een Amerikaanse federaal erkende tribe van Lakota-indianen. De Oglála zijn een van de zeven historische stammen van de Lakota, naast de Hunkpapa, Sihasapa, Miniconjou, Brulé, Sans Arc en Two Kettles. De meeste Oglala wonen in het Pine Ridge Indian Reservation in South Dakota. De Oglala Sioux Tribe is zowel het verband van Oglala-indianen in en buiten het reservaat als de autonome indiaanse overheid van dat reservaat. De stam telt naar schatting 46.855 leden.

## Presidenten
De Oglala kiezen om de twee jaar een president en vicepresident.
- 1936–1940: Frank Wilson
- 1942–1946: William Fire Thunder
- 1946–1948: James Roan Eagle
- 1948–1950: William Fire Thunder
- 1950–1951: Harry Conroy
- 1952–1954: Charles Under Baggage
- 1954–1956: Moses Two Bulls
- 1957–1959: James Iron Cloud
- 1959–1960: Frank Wilson
- 1960–1962: Johnson Holy Rock
- 1962–1964: William Whirlwind Horse
- 1964–1966: Enos Poor Bear
- 1966–1968: Johnson Holy Rock
- 1968–1970: Enos Poor Bear
- 1970–1972: Gerald One Feather
- 1972–1976: Richard Wilson
- 1976–1978: Albert Trimble
- 1978–1980: Elijah Whirlwind Horse
- 1980–1982: Stanley Looking Elk
- 1982–1984: Joseph American Horse
- 1984–1986: Newton Cummings
- 1986–1988: Joseph American Horse
- 1990–1992: Harold Salway
- 1992–1994: John Yellow Bird Steele
- 1994–1996: Wilbur Between Lodges
- 1996–1998: John Yellow Bird Steele
- 1998–2000: Harold Salway
- 2000–2004: John Yellow Bird Steele
- 2004–2006: Cecilia Fire Thunder
- 2006: Alex White Plume
- 2006–2008: John Yellow Bird Steele
- 2008–2010: Theresa Two Bulls
- 2010–2012: John Yellow Bird Steele
- 2012–2014: Bryan Brewer
- 2014–2016: John Yellow Bird Steele
- 2016–2018: Troy Weston
- 2018–2020: Julian Bear Runner
- 2020–heden: Kevin Killer